# Barbichthys laevis
Barbichthys laevis o Barbichthys nitidus és una espècie de peix cipriniforme de la família dels ciprínids.

## Morfologia
- Els mascles poden assolir 30 cm de longitud total.[2][3]

## Alimentació
Menja algues, peixos i crustacis.

## Hàbitat
És un peix d'aigua dolça i de clima tropical (23 °C-26 °C).

## Distribució geogràfica
Es troba a Àsia: Península de Malaca, Sumatra, Borneo i Java, incloent-hi les conques dels rius Mekong i Chao Phraya.